# Friedrich Karl Forberg
Friedrich Karl Forberg est un philosophe et philologue allemand, né à Meuselwitz, dans le duché de Saxe-Gotha-Altenbourg le 30 août 1770, mort à Hildburghausen le 1er janvier 1848.
Ses deux écrits les plus célèbres sont Sur le développement du concept de religion et De Figuris Veneris (le Panormita).

## Biographie
Durant sa vie d'adulte, Forberg se conduisit en humaniste héritier des Lumières. La philosophie, l’exégèse sacrée, la philologie furent ses domaines d'étude. Il s'attacha principalement aux langues anciennes, en particulier aux littératures grecque et latine dont il révisa et éclaircit certaines traductions, entre autres Aristophane, Martial, Horace... Forberg s’intéressa également aux débats philosophiques de son temps et fut influencé par Kant, Goethe, Fichte et les Encyclopédistes français.

### Jeunesse
Issu d'un milieu protestant, il reçoit l'enseignement du philosophe et médecin Ernst Platner, puis entreprend en 1791 avec le peintre Franz Paul von Herbert un voyage à Klagenfurt où la jeunesse locale prend en sympathie la Révolution française. Décrochant son privat-docent en 1792 après avoir produit un mémoire sur l'esthétique, il est habilité à enseigner sous la direction de Karl Leonhard Reinhold à l’université d’Iéna. L'année suivante, il partage la chaire de philosophie avec Fichte en tant que professeur-adjoint. Il produisit durant ces six années une série d'essais très marqués par le maître d'Iéna (cf. la bibliographie), devenu entretemps un ami, et qui devait aboutir au célèbre Sur le développement du concept de religion (Über die Entwicklung des Begriffs Religion) en 1798 qui valut à Fichte son expulsion de l'université au motif d'athéisme en novembre 1799. Il dut s’exiler à Berlin, et Forberg fit alors imprimer à Gotha une Apologie, destinée à laver le philosophe des accusations portées contre lui.
Sans doute, Forberg compromettait-il ainsi sa propre carrière, mais il ne semble pas avoir nourri de grandes ambitions du côté du professorat. Installé depuis 1796 à Saalfeld, il échoue une nouvelle fois en tentant de promouvoir les idées réformatrices de Kant durant son rectorat : certains parents retirent même leurs enfants de l'école. De 1801 à 1807, il travaille à Cobourg au service du Duché de Saxe-Cobourg-Saalfeld, à un vaste projet de réforme de l'enseignement souhaité par le duc François. Il se trouvait encore à Saalfeld lorsque, au mois d’octobre 1806, les troupes de Lannes et de Suchet remportèrent aux abords de la ville, sur l’armée prussienne, une victoire qui annonçait la bataille d’Iéna. Apparemment, rien dans les écrits qu’il a laissés ne laisse transparaître son émotion mais sans doute fut-il victime d'une forme de censure politique.
En 1807, Forberg fut nommé conservateur de la bibliothèque aulique à Cobourg. Parmi les ouvrages dont il avait désormais la charge, il découvrit un manuscrit traitant de l'hermaphrodisme intitulé Hermaphroditus, recueil d’épigrammes et de fragments extraits des auteurs latins composé par un littérateur italien du XVe siècle, Antonio Beccadelli, dit « Le Palermitain », ou plus communément : Panormita.
En 1820, il est nommé par Ernest III aux collections d'estampes et de numismatique ducales, dont il produit un catalogue.

### Le Panormita
En 1824, il fit enfin publier son étude sur le recueil de Panormita, laquelle exerça, tout au long du XIXe siècle, une certaine influence sur la naissance d'un discours sur la sexualité et les paraphilies humaines : par exemple, Wilhelm von Humboldt, Heinrich Kaan, Karl Heinrich Ulrichs le citèrent.
En 1827, il s'installe à Hildburghausen et continue sa carrière de fonctionnaire mais cette fois au service du Duché de Saxe-Meiningen. En 1829, il est mis à la retraite. En 1840, il publie son ultime texte, Lebenslauf eines Verschollenen (La vie d'une personne disparue). Il meurt en 1848 à Hildburghausen, à la suite d'une maladie qui l'emporta en six semaines.
Fritz Mauthner le décrivait comme « indemne de toute religiosité... et le seul véritable disciple de Kant ».

## Genèse duDe Figuris Veneris

### L'Hermaphroditusde Panormita et sesApophoreta
Issu d'une littérature tératologique apparue sous la Renaissance, l'Hermaphroditus n'était pas inconnu en France : Bernard de La Monnoye rappelait qu’il devait son titre aux « ordures touchant l’un et l’autre sexe qui font la matière du volume ». En 1882, l'un des traducteurs français de Forberg, Alcide Bonneau, tenta de définir toute l’importance de ce recueil : « Si la valeur littéraire en est médiocre [écrit-il], les anathèmes prononcés contre lui, la destruction de plusieurs de ses copies, brûlées sur la place publique à Bologne, à Ferrare, et à Milan, ont, en fin de compte, attiré sur lui l’attention des bibliophiles. » Cependant, Bonneau ajoute que pour ses travaux [l'auteur] « Beccadelli se vit féliciter et récompenser en 1432 par l’empereur d’Allemagne Sigismond ».
L’Hermaphroditus ne circula longtemps qu’en manuscrits. La première édition ne devait en être établie qu’en 1791, à Paris, par l’abbé Mercier de Saint-Léger, lequel lui adjoignit diverses pièces de vers dues à Jean Second et à trois autres poètes érotiques qui ont, eux aussi, composé en latin : Ramusio de Rimini, Massimo Pacifico, et Giovanni Joviani Pontano (Quinque illustrium poetarum, 1791).
Le manuscrit que Forberg trouva à la bibliothèque de Cobourg ne contenait que la seconde moitié de l’œuvre : il en produisit cependant une étude critique, en dissipant l’obscurité de nombreux passages, là où le latin ne s'exprime que par allusions ou en jouant sur les mots. Très vite, ses scholies submergèrent les pages auxquelles elles se rapportaient : d’où la décision que prit Forberg de diviser son édition de l'Hermaphroditus en deux parties, composées, la première de l’ouvrage de Beccadelli, et la seconde de son propre travail, qu’il qualifia d’Apophoreta.
L’ensemble forma un volume in-8°, publié en 1824, devenu introuvable. Les Apophoreta ont leur propre page de titre et commencent précédés du sous-titre fabriqué par Forberg, De Figuris Veneris, suivis d'un index des auteurs et d'un correctif.

### DesApophoretaà l'inventaire des postures sexuelles

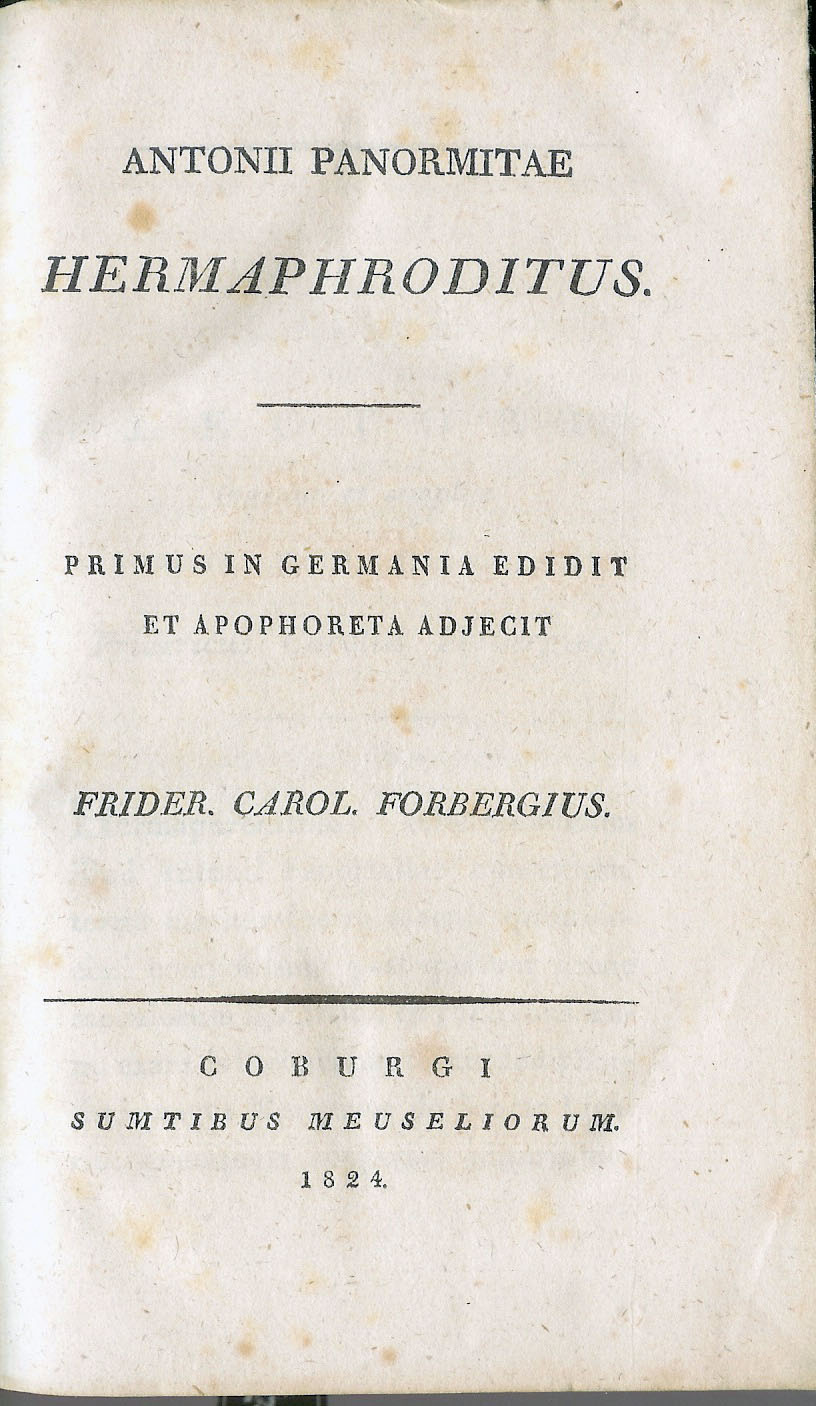
Page de titre de l'Hermaphroditus de Beccadelli dans l'édition de Forberg (1824).

Laissant de côté la compilation de Beccadelli, c’est aux Apophoreta qu’on s’intéresse, à la suite de la traduction établie par Alcide Bonneau en 1882, et présentée par lui comme un « manuel d’érotologie classique », le réinscrivant dans une sexologie émergente. Forberg a produit un travail de philologue et de lexicographe, distribuant en huit parties les renseignements, les détails, les traits de satire qu’en trente années de lectures il avait su découvrir non seulement chez les poètes grecs et latins, mais aussi chez les historiens, les moralistes, les lexicographes anciens, et même chez quelques Pères de l'Église, comme Tertullien ou saint Grégoire de Nazianze. Dans par cette démarche, il peut être comparé aux « fous littéraires » décrit par André Blavier.
Les auteurs universitaires se montraient alors fort discrets sur de tels sujets : la futution, la pédication, l’irrumation, la masturbation, le cunnilingus, les tribades, les différentes formes de coït et autres positions sexuelles — tels sont les sujets minutieusement examinés par Forberg du seul point de vue de l’histoire littéraire classique ou néo-classique, en adjoignant aux écrivains de l’Antiquité un petit nombre de modernes dont Nicolas Chorier.
Le traducteur Alcide Bonneau souligna que « dans chacun des chapitres, il a même trouvé à faire des subdivisions, comme le sujet le requérait, à noter des particularités, des individualités, et le contraste entre cet appareil scientifique et les facétieuses matières soumises aux lois rigoureuses de la déduction et de la démonstration, n’est pas ce qu’il y a de moins plaisant. Un grave savant d’outre-Rhin était peut-être seul capable d’avoir l’idée de classer ainsi par catégories, groupes, espèces, variétés, genres et sous-genres toutes les sortes connues de voluptés naturelles et extra-naturelles, d’après les auteurs les plus dignes de foi. »
Forberg intervient en son nom dans de rares passages, tenant à marquer qu’il n’est, ici ou là, pas « homme à chercher de la gloriole en dévoilant les résultats d’expériences personnelles. » Au seuil de son chapitre sur la pédication, il précise qu’il est, quant à lui, « tout à fait étranger aux pratiques de ce genre. » Il laisse à ses lecteurs, aux « gens experts », le soin de décider s’il est vrai que « quiconque une fois a irrumé, ne peut plus s’en passer ».
Le critique Pascal Pia remarqua en 1959: « on ferait injure à Forberg en le considérant comme un Cosinus littéraire qui n’aurait su que par ouï-dire comment l’esprit vient aux filles. À la manière dont il parle de son ignorance des cas peu ordinaires, ou de “l’honnêteté des mentules de Cobourg”, nous ne saurions l’imaginer autrement que surveillant d’un regard en coin l’effet que ses propos font sur nous… ».

### Premiers écrits
- 1792 : Dissertatio inauguralis de aesthetica transcendentali (De l'esthétique transcendantale, thèse de professorat), Iéna
- 1795 : (de) Traité des bases et des règles du libre arbitre, Iéna [?]
- 1796 : Fragmente aus meinen Papieren [anonyme] (Fragment tiré de mes papiers), Iéna
- 1797 : "Briefe über die neueste Philosophie" (Lettre sur la philosophie contemporaine), in Philosophisches Journal n°6, pp. 44-88
- 1798 : "Entwickelung des Begriffs der Religion", in Philosophisches Journaln°8, pp. 21-46
- 1798-99 : "Appellation an das Publikum..." (Apologie de Fichte), Iéna[11]
- 1798 : Animadversiones in loca selecta Novi Testamenti (Modifications apportées en des endroits choisis du Nouveau Testament), Saalfeld

### Éditions du Panormita

#### Première édition (1824)
- Antonii Panormitae Hermaphroditus, Coburg, 1824

Titre complet : Antonii Panormitae Hermaphroditus Primus in Germania edidit et Apophoreta adjecit Frider. Carol. Forbergius. Coburgi : sumtibus Meuseliorum, 1824 (le bas de la p. 406 porte un colophon : « Rudolphopoli, prodiit ex typographeo Froebeliano »). Pet. in-8° (reliure : 181 x 116 mm), XVI + 406 p., 1 feuillet n. ch.
À certains exemplaires furent jointes 21 planches gravées d'après les camées de d’Hancarville cités par l'auteur. Ces derniers sont publiés à part sous le titre :
ΕΙΚΟΣΙ ΜΗΧΑΝΟΝ, suivi par l'incipit « Quisquis ades, faveas : inguen lustramus utrumque. Adnue : quid refert, clamve palamve vores? ». Melocabi [Meuselwitz], apud haeredes Philaenidis, 1824. In-8° couronne (11,8 x 18,2) de 3 ff. (dédicace, titre et table), plus 21 figures.
Il s'agit de la troisième partie (tertia mensa, littéralement : troisième service) annoncée et décrite dans le volume de texte, p. 379-384 qui comprend une réédition latine de poèmes latins et satiriques qui avait été publiée à Paris en 1791 :
Quinque illustrium poetarum Ant. Panormitae ; Ramusii, Ariminensis ; Pacifici Maximi, Asculani ; Joan. Joviani Pontani ; Joan. Secundi, Hagiensis. Lusus in Venerem Partim ex Codicibus manuscriptis nunc primùm editi. Parisiis [Paris], Prostat ad pistrinum in vico suavi [chez Molini (« au moulin »), rue Mignon], 1791. Pet. in-8° (18,6 x 11,4 cm), (iv) + viii + 242 p. + 1 p. d’errata quaedam.

#### Éditions française et anglaise

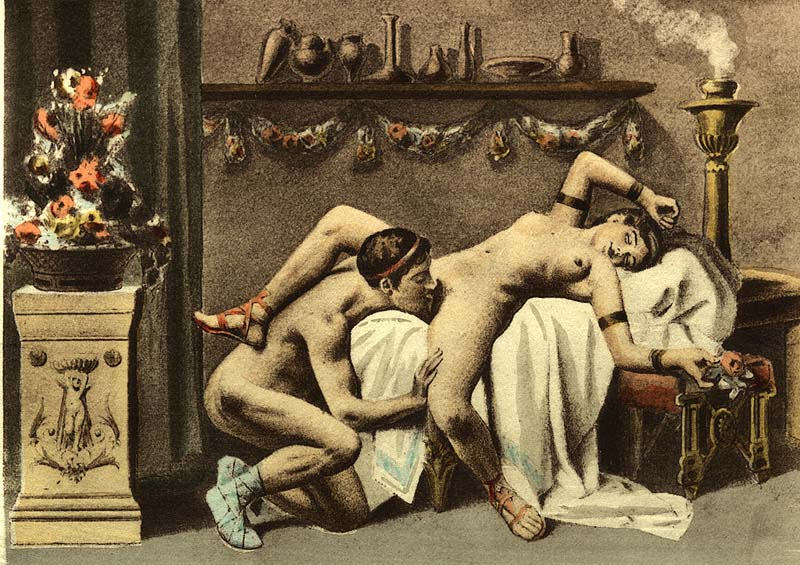
De Figuris Veneris : les cunnilingus illustré par Édouard-Henri Avril (1906).

- Manuel d’Érotologie classique (De Figuris Veneris). Texte latin et traduction littérale par le traducteur des Dialogues de Luisa Sigea. Paris : Isidore Liseux, 1882. 2 vol. in-8°, xvi + 240 p. et (ii) + 240 p., coll. « Musée secret du Bibliophile », N° 3. Tiré à 100 exemplaires.

La traduction française est d'Alcide Bonneau et a été rééditée de nombreuses fois. Elle a été traduite en anglais (ci-dessous), en allemand et dans d’autres langues. En fait, elle est légèrement incomplète, Bonneau ayant supprimé plusieurs passages des Dialogues de Luisa Sigea, de Nicolas Chorier, qu'il venait de traduire et Liseux d'éditer (« Musée secret du Bibliophile », N° 1, 1882, 4 vol. in-8°).
- De Figuris Veneris (Des formes du baiser). Seule traduction entièrement conforme à l’édition de Cobourg (1824). Paris : Henri Daragon, 1907. In-8°, iv + 285 p., 26 pl. gravées, couverture avec une vignette coloriée.

La couverture porte la mention : « Collection ÉROS. Ouvrage accompagné d’un album de 26 planches gravées reproduisant les camées de d’Hancarville cités par l’auteur. Traduction littérale. Cet ouvrage réservé aux seuls souscripteurs n’est pas mis en vente. Il a été déposé conformément à la loi. » L'édition Daragon est la seule édition bilingue des Apophoreta de Forberg avec une traduction française réellement complète, mais n'a jamais été rééditée.
- Manual of classical erotology. Latin text and English translation. Two volumes in one. Manchester : one hundred copies privately printed for Viscount Julian Smithson M. A., and friends, 1884 (2 volumes in-8°)

Rapidement saisie, l'édition de Manchester fut republiée en fac-similé à New York par Grove Press en 1966. In-8°, (vi) + XVIII + 262 et (iv) + 250 p., reliure de l’éditeur, jaquette. Bien que la traduction anglaise soit dite « entirely new and strictly exact », elle est issue du texte de Bonneau, comme le montre le lapsus recutitorum inguina virorum de Bonneau (1882, tome I, p. 203, note), qui n'a pas été corrigé : sans doute le traducteur anglais n'avait-il pas remarqué la liste des errata (p. 238 du tome II de Bonneau), dans laquelle figure la correction nécessaire.

#### Édition françaises ultérieures
- Charles Hirsch republia l'édition Bonneau de 1882 clandestinement en 1906, à laquelle, de préférence aux gravures des « camées » plus ou moins apocryphes de d'Hancarville, il adjoignit 20 « compositions originales » libres en chromolithographie anonymes (en réalité de Paul Avril). La traduction française est attribuée par erreur à Isidore Liseux.
- [Reprint] Manuel d’Érotologie classique (De Figuris Veneris). Traduit du latin par Alcide Bonneau [sic]. Avertissement d'Alcide Bonneau. Postface de Pascal Pia. « Illustré d'un frontispice et de 19 planches de Paul Avril dont 12 sont coloriées ». Paris, René Bonnel, 1931. Réédition Paris, Éditions Joëlle Losfeld, 1995. Album à l’italienne (longueur 27 cm ; hauteur 21,5 cm) ; 246 p., 19 pl. h. t. (12 coul.).

Une première version de ce reprint, tirée à 1 000 exemplaires numérotés, était paru en 1994. La postface de Pascal Pia (p. 237-246) reproduit la préface figurant dans la réédition de l’ouvrage procurée par lui en 1959 au Cercle du livre précieux et reprise en 1969 dans la collection Bibliothèque privée.
- De figuris Veneris / Manuel d'érotologie classique, éd. bilingue latin-français, édition critique inédite d’Étienne Famerie, traduction revue d’Alcide Bonneau, Paris, Les Belles Lettres, 448 p., 2025  (ISBN 978-2251456799)